# マリンエキスプレス
株式会社マリンエキスプレスは、かつて日本に存在した海運会社。前身は日本カーフェリー（1965年 - 1990年）であり、シーコムに買収されシーコムフェリー（1990年 - 1992年）となった後、現商号となった。

## 概要
東京湾の木更津航路（川崎港 - 木更津港）・市原航路（川崎港 - 千葉港市原地区）を70分で結ぶ小型カーフェリーを運航していた。後に京浜航路（川崎港 - 日向港）への大型カーフェリー運航も開始し、徐々に規模を拡大した。
1997年、東京湾アクアライン開通により木更津航路を廃止。その後、原油価格高騰などの煽りを受け業績が悪化。2004年8月には、当時黒字であった大阪・貝塚航路を宮崎カーフェリー（2代目法人）に分社化した。しかし、2005年6月の川崎港発の宮崎港行き（京浜航路）の最終航海を以て、マリンエキスプレスが分社化実施後自社運航していた航路は全て休止となった。その後、2005年12月にはマリンエキスプレスの所有していた資産の売却、譲渡が始まり、特別清算が開始されている。なお、分社化された宮崎カーフェリーは事業を継続しているが、現在の法人は分社化当時の法人（宮崎カーフェリー（2代））から事業譲渡を受けた法人（3代目）である。

## 本社・支店

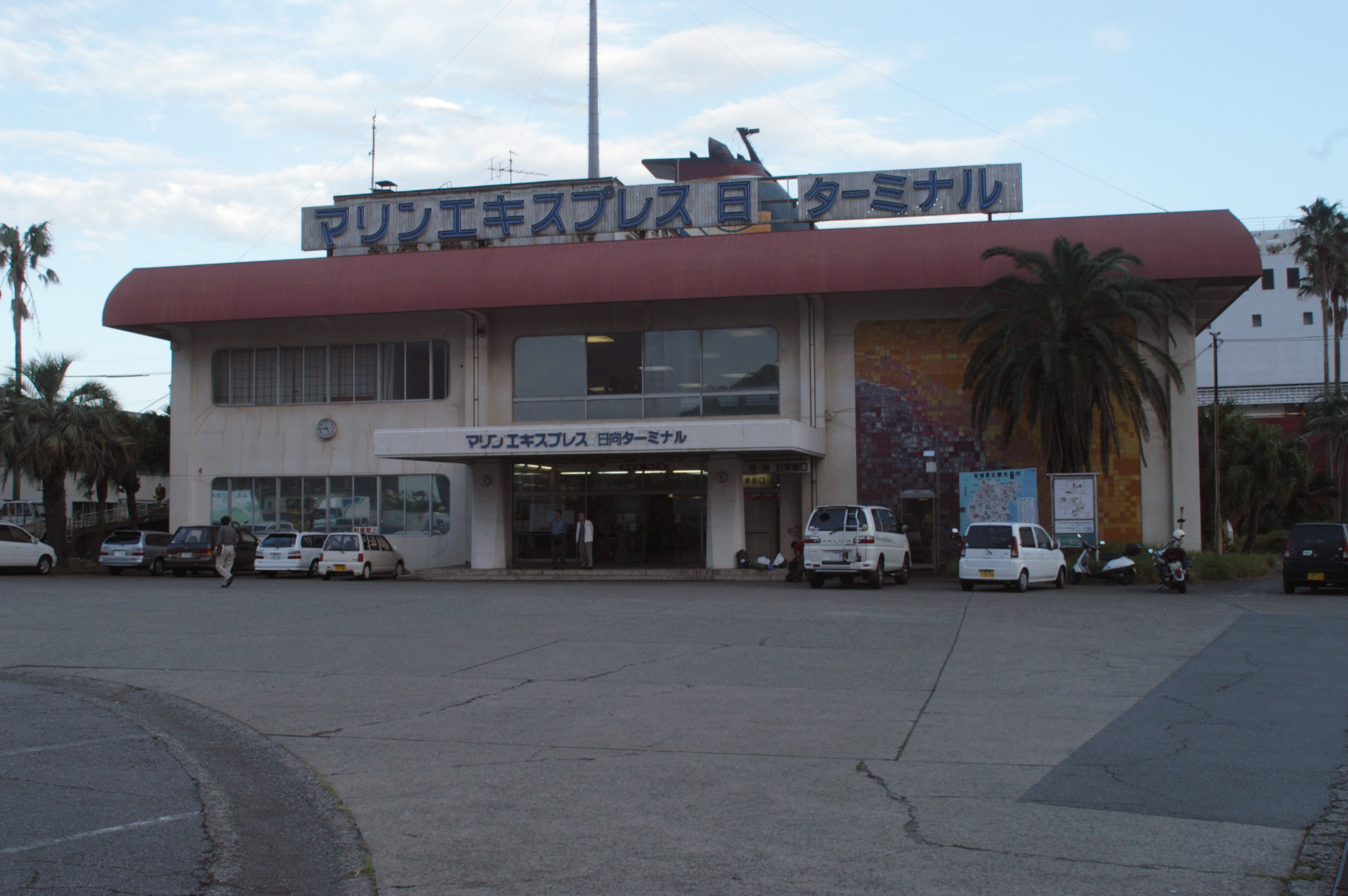
日向支店が存在した日向港フェリーターミナル（2004年）

- 本社/宮崎港支店/宮崎支店 - 宮崎県宮崎市港3-14（現・宮崎カーフェリー本社・宮崎港フェリーターミナル）北緯31度54分39.2秒 東経131度27分28秒
- 東京本部/東京支店 - 東京都中央区八丁堀四丁目9番4号　西野金陵ビル 北緯35度40分27.6秒 東経139度46分38.6秒
- 大阪支店 - 大阪府大阪市住之江区南港南2-3-44　南港センタービル 北緯34度37分5.6秒 東経135度26分2.9秒
- 鹿児島支店 - 鹿児島県鹿児島市小川町27-17　桜島農協ビル 北緯31度35分51.5秒 東経130度33分44.1秒
- 高知支店 - 高知県高知市仁井田字新港4714番地 北緯33度30分52.6秒 東経133度35分8.6秒（現存せず）
- 南紀支店 - 和歌山県東牟婁郡那智勝浦町宇久井718-4 北緯33度39分43.8秒 東経135度58分21.8秒（閉鎖済）
- 日向支店 - 宮崎県日向市船場町1-1 北緯32度26分26.7秒 東経131度38分41.4秒（2005年12月、地元自治体へ無償譲渡。現・八興運輸本社）
- 川崎支店 - 神奈川県川崎市川崎区浮島町12-5 北緯35度31分24秒 東経139度47分10.8秒（2005年12月、民間企業へ売却。海上プラットフォーム撤去の上、2007年にJ&S川崎浮島物流センターが設置された。）
- 大阪南港ターミナル - 大阪府大阪市住之江区南港南5-1-32 北緯34度37分8.5秒 東経135度24分52.9秒（2017年解体）
- 貝塚ターミナル - 大阪府貝塚市二色北町1番地 北緯34度27分35.3秒 東経135度20分33.7秒（閉鎖済）

## 沿革
- 1964年8月 - 日本カーフェリー（本社・東京都）設立[3]、資本金4億円[4]。
- 1965年4月 - 川崎港 - 木更津港に航路開設[5]。「あさなぎ」「あかつき」「あさあけ」の3隻を就航。
- 1966年7月 - 川崎港 - 市原港航路を開設[5]。
- 1968年
  - 2月 - 宮崎県庁に川崎 - 日向細島 -　北九州間の長距離フェリー航路計画を打診[6]。
  - 8月 - 川崎 - 日向細島 - 北九州航路計画を川崎 - 日向細島間に修正[6]。
  - 11月 - 川崎 -　日向細島航路の免許を取得[6]。
- 1969年 - 川崎-苫小牧航路計画を申請、なお運輸省による調整で取り下げとなる[7]。
- 1971年
  - 3月1日 - 川崎港 - 日向細島港の京浜航路を開設[8][4][9]。「ふぇにっくす」（5,954t）、「せんとぽーりあ」（5,960t）就航。なお後身の3代目宮崎カーフェリーが3月1日を「宮崎県長距離フェリー航路周年記念」として2022年に日本記念日協会を通して記念日登録を行っている。
  - 4月 - 京浜航路の第3船として「ぶーげんびりあ」（5,964t）就航。
  - 6月 - 宮崎カーフェリー（初代）が、神戸航路（東神戸フェリーセンター - 日向細島港）を開設[4]。「はいびすかす」（5,954t）就航。
  - 11月 - 神戸航路の第2船として「はまゆう」（5,886t）就航。
  - 12月 - 神戸航路の第3船として「るぴなす」（5,909t）就航。
- 1972年
  - 5月 - 宮崎カーフェリー（初代）が大阪航路（大阪港 - 日向細島港）を開設。「せんとぽーりあ」、「はいびすかす」を転用。
  - 7月 - 日本カーフェリーが宮崎カーフェリー（初代）を吸収合併[10][4]。過当競争への対策や[5]、労務管理の一元化や設備の結集による効率化を図るとした[11]。
- 1974年
  - 3月 - 京浜航路に当時としては国内最高速（25.6ノット）船である「高千穂丸」（9,536t）、「美々津丸」（9,552t）就航。「ふぇにっくす」を大阪航路へ転配。
  - 3月 - 広島航路（広島港 - 日向細島港）を開設[4]。「せんとぽーりあ」、「ぶーげんびりあ」を大阪航路と併せて運航。
- 1975年
  - 6月 - 広島航路に、広別汽船より購入した「ふたば」（旧・鶴見）就航。
  - 7月 - 川崎港 - 市原港航路を休止[12]。
  - 11月 - はまゆうを大阪航路へ転配。るぴなすを海外売却。
  - 11月 - 神戸航路に「えびの」（旧・あるなする）を就航。
- 1976年
  - 7月2日 - 広島航路の「ふたば」、諸島水道にて台湾籍の貨物船と衝突し沈没[13]。
  - 6月 - 「はいびすかす」を海外売却。
  - 11月 - 神戸航路に「さいとばる」（旧・フェリーかしい）就航。
- 1978年
  - 9月 - 神戸航路の「さいとばる」、来島海峡にて韓国籍タンカーと衝突。船体は乗客が退船後、曳航中に沈没[14]。
  - 11月 - 神戸航路に「みやさき」（旧いせ丸）就航。
- 1980年3月 - 大阪港 - 志布志港の志布志航路を開設[4]。「おおすみ」（9,237t）就航。
- 1982年
  - 1月 - 広島航路を廃止。
  - 4月 - 日本高速フェリー・関西汽船とともに船腹調整案に合意、大阪 - 志布志航路を休止するとした[15]
  - 6月 - 志布志航路を廃止[4]。「おおすみ」は神戸航路に転配。
- 1985年10月14日 - 大阪港停泊中の「せんとぽーりあ」で車両甲板の冷凍車から火災発生[16]。
- 1986年 3月 -「おおすみ」を海外売却。
- 1990年
  - 4月 - 大阪航路の発着地を日向細島港から宮崎港に変更[17][4]。
  - 8月27日 -累積赤字解消を目的にシーコムへの営業権譲渡に合意[18][4]。
  - 12月20日 - 日本カーフェリー、京浜航路・大阪航路・神戸航路をシーコムフェリーに営業譲渡[4][19]。
- 1992年
  - 10月1日 - シーコム破産に伴い、日本長期信用銀行が資産を買い取り、シーコムフェリーからマリンエキスプレスに社名変更[20][21][19]。社名は新造船「パシフィックエキスプレス」の就航を機に高速性・安全性・快適性をイメージし、CIロゴマークは紺碧の海を表す「プログレス・ブルー」を基調色に四つの航路数と漢字の「心」と波をイメージした4本の太線で力強く波を蹴立てる船のイメージとし、そのうち中央の太い2本線は会社と得意先の強い絆を現すものとした[22]。
  - 11月20日 - 京浜航路に「パシフィックエキスプレス」（11,581t）就航[23]。「美々津丸」は大阪航路へ転配。
  - 12月 - 「美々津丸」、大阪航路就航。「はまゆう」は海外売却。
- 1993年
  - 6月 - 京浜航路に「フェニックスエキスプレス」（11,578t）就航。「高千穂丸」は大阪航路へ転配。
  - 12月 - 「高千穂丸」大阪航路就航。「せんとぽーりあ」は海外売却。
- 1994年 4月 - 京浜航路の発着地に宮崎港を追加[4]。隔日で日向細島港と宮崎港で運航。
- 1996年12月 - 大阪航路に「みやざきエキスプレス」（11,931t）就航。「高千穂丸」は神戸航路へ転配。「えびの」は海外売却。
- 1997年12月 - 東京湾アクアライン開通に伴い、木更津航路廃止。従業員の離職対策として設立した東京ベイサービスがバス運行を開始。
- 1998年 4月 - 「オアシス」・「レインボー」・「オリオン」・「オーロラ」4隻を海外売却。
- 1997年 7月 - 大阪航路に「おおさかエキスプレス」（11,933t）就航。「美々津丸」は海外売却。
- 1998年 5月 - 神戸航路廃止。高千穂丸は係船の後に海外売却。
- 1999年 1月29日 - 本社を東京から宮崎市へ移転[24]。
- 2001年11月30日 - 京浜航路の那智勝浦・高知への追加寄港を申請[25]。
- 2002年
  - 2月 - 京浜航路の宮崎線を那智勝浦港へ寄港開始[4]。
  - 10月 - 京浜航路の日向線を高知新港へ寄港開始[4]。
- 2004年
  - 3月24日 - 貝塚航路（貝塚港-日向細島港-宮崎港）を開設[26]、「フェリーひむか」（旧・「れいんぼうべる」）就航。
  - 8月 - 黒字の大阪航路・貝塚航路を、幹部社員出資による新会社・宮崎カーフェリー（2代目）へ譲渡[21]。
- 2005年
  - 6月 - 看板路線である京浜航路が6月18日より運航休止。「パシフィックエキスプレス」を売却、「フェニックスエキスプレス」を貝塚航路に転配。
  - 10月 - 会社解散を決議[1]。本店を東京本部に移転。
  - 12月 - 川崎ターミナルを民間会社に売却、そのほかのターミナルは各行政へ無償にて譲渡した。
  - 12月 - 特別清算を開始。負債は約351億円[1]。
- 2006年5月 - 特別清算終結確定。これによりマリンエキスプレスは完全消滅した。

## 航路

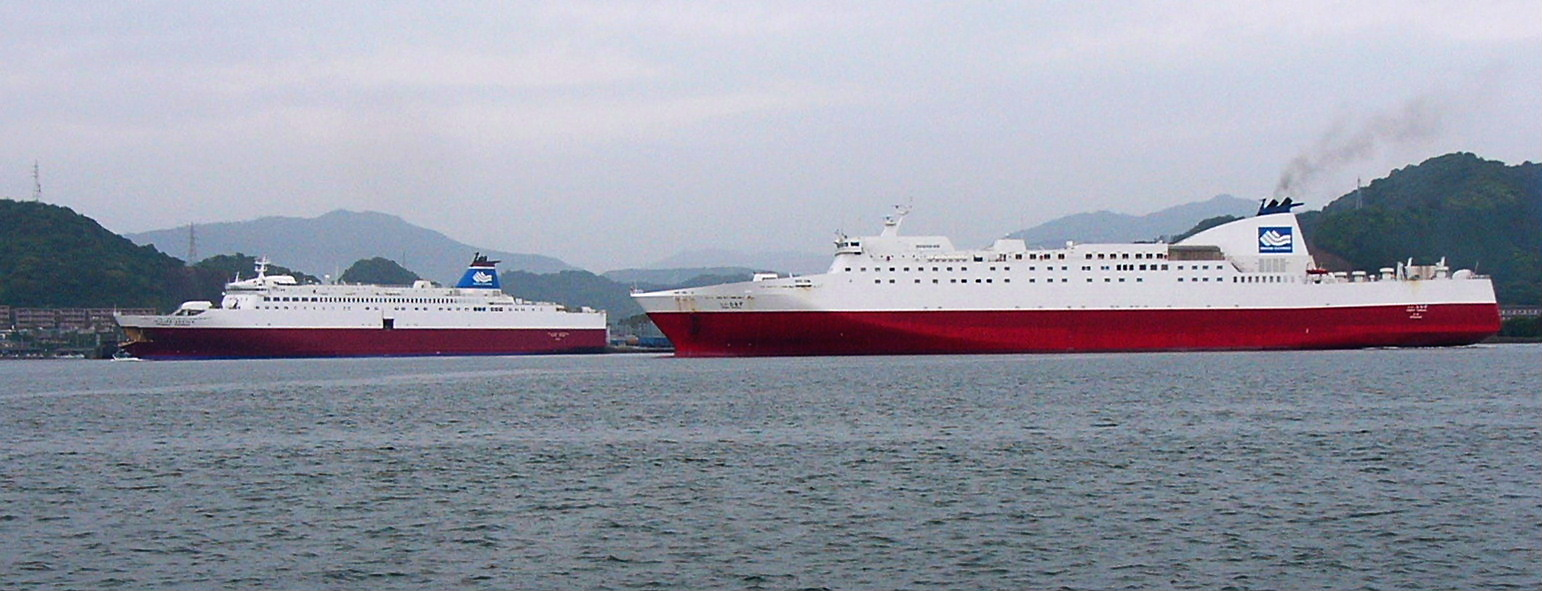
細島港での「フェニックスエキスプレス」（京浜航路）と「フェリーひむか」（貝塚航路）

### 譲渡航路（宮崎カーフェリーに譲渡）
- 大阪港 - 宮崎港（1972年5月 - 2004年8月譲渡）
  - 航路距離505km、所要時間約13時間、毎日1往復運航[27]。
- 貝塚港 - 宮崎港 - 日向細島港 （2004年3月 - 8月譲渡）

### 廃止航路
- 川崎港 - 千葉港（市原）（1965年4月 - 1974年7月）
- 川崎港 - 木更津港（1965年4月1日 - 1997年12月18日）
  - 1982年から廃止までは国道409号の海上区間。
- 川崎港 - 生浜港（千葉市）（1968年4月[5] - 1970年代）
- 神戸港 - 日向細島港（1971年6月5日 - 1998年5月）
- 大阪港 - 日向細島港（1972年5月 - 1990年3月）
- 広島港 - 日向細島港（1974年3月 - 1982年1月）
- 大阪港 - 志布志港（1980年3月 - 1982年11月）
- 川崎港 - 日向細島港（1971年3月 - 2005年6月）
  - 航路距離約887km、所要時間20時間[27]。
- 川崎港 - 宮崎港（1994年4月 -  2005年6月）
  - 航路距離915km、所要時間約21時間[27]。
  - 当初週4便[27]、2002年2月からは宮崎発片道のみ。
- 川崎港 - 高知新港 - 日向細島港（2002年4月15日 - 2005年6月11日）
- 川崎港 - 那智勝浦港 - 宮崎港（2002年2月1日 - 2005年6月18日）

## 前身企業
日本カーフェリー株式会社（Nippon Car Ferry Co.,Ltd 略称：NCF）
1964年（昭和39年）8月設立、資本金20億円。法人株主は北炭観光開発、日本鋼管、新日本製鐵、三井物産、日本石油、出光興産他。
京浜・京葉工業地帯間の物資輸送と千葉県内の観光開発を目的として北海道炭礦汽船系列により設立され、川崎と木更津を結ぶ近距離フェリーを皮切りに関東と宮崎間を結ぶ長距離フェリーに業務を拡大した。
塗装は長距離船舶が船体は白を基調に胴体に赤色のラインと船首に青のラインと「NCF」の社章をあしらい、ファンネルマークには赤を基調に青色の鳶のマークのデザインとし、カーフェリーのスピード感と企業の上昇性を表すとともに天の神の意思を地上に伝える巫女や倭迹迹日百襲姫のイメージを兼ねたものとした。また東京湾内航路船舶は胴体に薄緑と船楼に白の塗装とした。80年代中盤には九州地方にてテレビCMも放送。
殆どのターミナルは自社所有物件だったこと、及び当初より旅客・乗用車を重視した豪華なカーフェリーを多数建造し、早期から需要と実情が合わなかったために経営が悪化。1987年3月期からは一時黒字に転換したものの営業譲渡前の1990年3月期決算時点で累積損失は98.9億円に達していた。途中、出資者は観光施設運営の三井観光開発に変わったが、多額の累積債務や所有船の老朽化を背景として融資元の日本長期信用銀行に再建策を打診、シーコムが経営権を買収。シーコムフェリーへの事業譲渡後、1990年12月に解散した。
株式会社シーコムフェリー （SEA-COM FERRY LIMITED）
バブル期にリゾート開発で名を馳せたイ・アイ・イ・インターナショナル（2000年に倒産）が60%と、当時同社傘下の企業となっていた海運会社シーコム（2007年4月12日、破産手続き開始。）が40%の共同出資で設立。ファンネルマークは白地に緑色の社章をあしらい下部に「SEA-COM FERRY」の英称を入れたデザインとし、胴体色は日本カーフェリー時代のラインを緑色に塗り替えたものとした。
その後、出資2社のバブル崩壊による経営不振に伴い、2社の融資元である日本長期信用銀行が介入。1992年10月に2社との関係を解消し、マリンエキスプレスに社名変更した。

## 過去に在籍した船舶
長距離船舶はファンネルマークは青地に白で社章をあしらい上部に赤と白のラインを引き、塗装は胴体を赤・船楼を白としていた。また東京湾内航路の船舶は白地に黄・赤・青のラインを胴体と船楼中段にあしらった。

### 譲渡船舶（宮崎カーフェリーに譲渡）
- フェニックス エキスプレス
  - 総トン数 - 11,578t
  - 全長 - 170.0m、全幅25.0m
  - 出力 - 23,100hp×2
  - 航行速力 - 26.2ノット
  - 就航 - 1993年6月10日
  - 建造 - 三菱重工業下関建造所
  - 旅客定員 - 660人、車両積載数 - トラック141台、乗用車90台。
- みやざきエキスプレス
  - 総トン数 - 11,931t
  - 全長 - 170.0m、全幅27.0m
  - 出力 - 19,800hp×2
  - 航行速力 - 25ノット
  - 就航 - 1996年12月2日
  - 建造 - 三菱重工業下関建造所
  - 旅客定員 - 660人、車両積載数 - トラック130台、乗用車85台。
- おおさかエキスプレス
  - 全長170.0m、全幅27.0m。
  - 出力 - 19,800hp×2
  - 航行速力 - 25ノット
  - 就航 - 1997年7月28日
  - 建造 - 三菱重工業下関建造所
  - 旅客定員-660人、車両積載数-トラック130台、乗用車85台。
  - 譲渡後2014年6月に神戸港への航路変更に伴い「こうべエキスプレス」に改名。
- フェリーひむか - 元九越フェリー「れいんぼうべる」
  - 全長195.95m、幅27.0m
  - 総トン数 - 13,597t
  - 航行速力 - 24ノット
  - 竣工 - 1995年7月
  - 就航 - 2004年3月24日
  - 建造 - 三菱重工業下関建造所
  - 旅客定員 - 350人、車両積載数-トラック100台、乗用車100台
  - 貝塚航路に就航。

### 引退・事故除籍した船舶
長距離航路
- ふぇにっくす
  - 総トン数 - 5,954.34t
  - 全長118m、垂線間長106.00m、型幅20.40m
  - 航海速力 - 20ノット
  - 昭和45年2月28日起工、昭和45年10月2日進水、昭和46年1月30日竣工、昭和46年3月1日就航。
  - 建造 - 三菱重工業神戸造船所
  - 1975年に引退、その後アルジェリアへ売却された。
- せんとぽーりあ
  - 総トン数 - 5,960t
  - 全長118.0m、型幅20.40m
  - 航行速力20.0ノット、最高速力21.9ノット
  - 建造 - 日本鋼管清水造船所
  - 旅客定員 - 1,010名、車両積載数 - 8トントラック40台・乗用車110台
  - 1993年12月、高千穂丸の大阪航路転配により引退、フィリピンへ売却された。
- ぶーげんびりあ
  - 総トン数 - 5,964t
  - 全長118.0m、型幅20.40m。
  - 昭和46年竣工
  - 建造 - 日本鋼管清水造船所
- はいびすかす
  - 総トン数 - 5,954t
  - 全長118.0m、型幅20.40m
  - 昭和46年竣工
  - 建造 - 日本鋼管清水造船所

- はまゆう
  - 総トン数 - 5,886t
  - 全長118.0m、全幅20.4m
  - 航行速力20.0ノット
  - 昭和46年竣工
  - 建造 - 林兼造船下関造船所

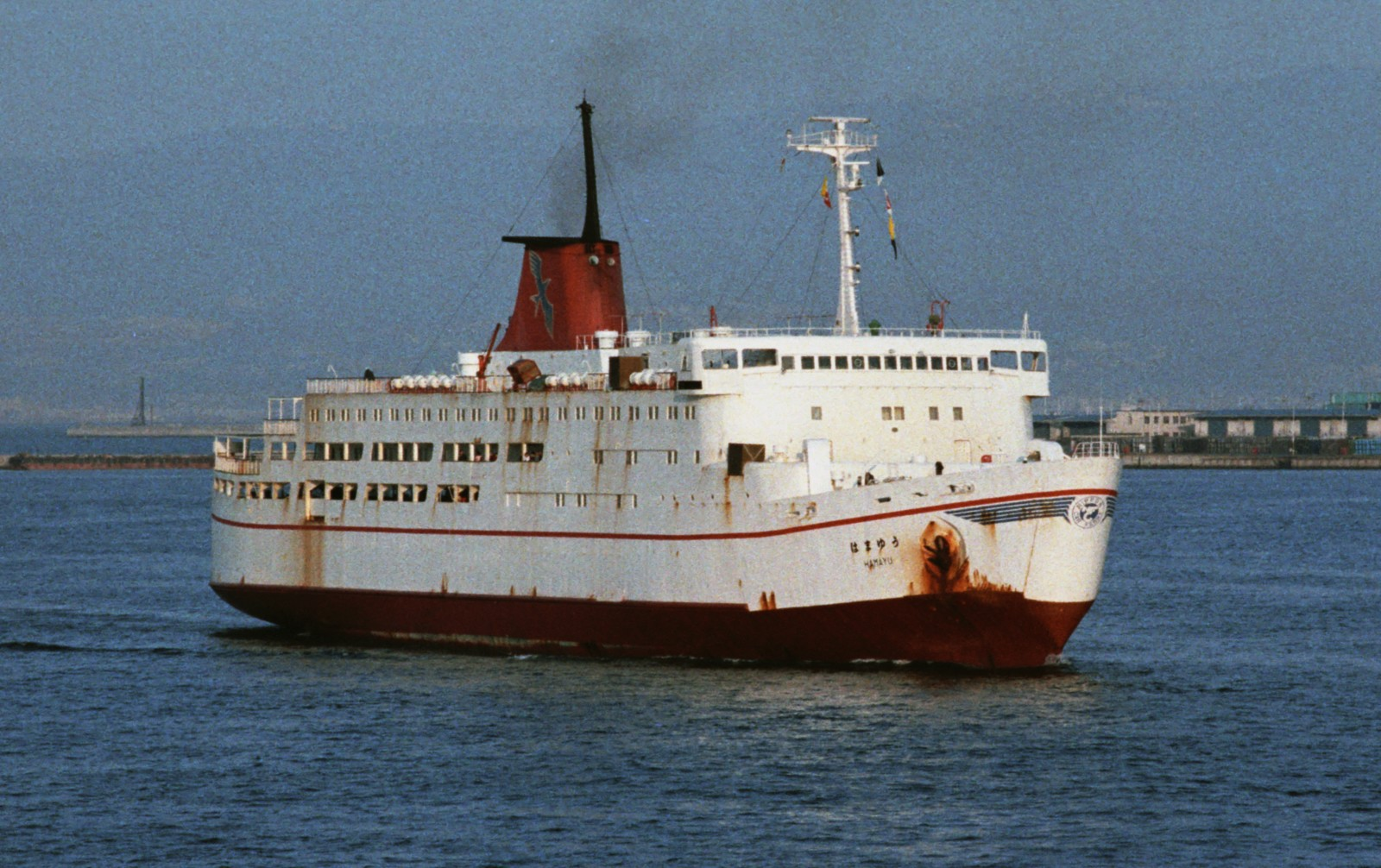
はまゆう

  - 旅客定員1,010名、車両積載数トラック40台・乗用車110台
  - 神戸 - 日向航路に就航。1975年大阪 - 日向航路に転属、1992年売却。
- るぴなす
  - 総トン数 - 5,909t
  - 全長118.0m、全幅20.4m
  - 昭和46年竣工
  - 建造 - 林兼造船下関造船所
  - 旅客定員984名、車両積載数トラック40台・乗用車110台
  - 神戸 - 日向航路に就航。1975年11月、台湾カーフェリーに売却され「花蓮」と改名。1983年9月9日、エレン台風により座礁、全損。
- 高千穂丸
  - 総トン数 - 9536.23t
  - 全長159.50m、型幅21.5m
  - 航海速力 - 25.6ノット
  - 1973年10月24日竣工、1974年3月1日就航
  - 建造 - 日本鋼管清水造船所
  - 旅客定員982名、車両積載数 - 8トントラック62台、乗用車150台
  - 1998年5月、神戸 - 日向航路廃止により引退。キプロスへ売却された。
- 美々津丸
  - 総トン数 - 9,551t
  - 全長159.50m、型幅21.5m
  - 1973年竣工
  - 建造 - 内海造船瀬戸田工場
  - 旅客定員982名、車両積載量-8トントラック62台、乗用車150台
  - 1997年7月、おおさかエキスプレスの就航により引退。フィリピンへ売却された。
- えびの - 元・太平洋沿海フェリー「あるなする」
  - 総トン数 - 6,826.63t
  - 全長132.10m、型幅22.68m
  - 航海速力19.5ノット
  - 1973年3月20日竣工
  - 建造 - 日本海重工業富山造船所
  - 旅客定員938名、車両積載量トラック65台、乗用車105台
  - 1996年12月、みやざきエキスプレスの就航により、高千穂丸が神戸航路へ転配され引退、フィリピンへ売却された。
- さいとばる - 元・名門カーフェリー「フェリーかしい」。
  - 総トン数 - 4,961t
  - 全長140.9m、全幅22.4m。
  - 1972年（昭和47年）竣工
  - 建造 - 林兼造船下関造船所
  - 旅客定員583名
  - 1976年に神戸 - 日向航路に就航。1978年9月3日、来島海峡で韓国船籍タンカー「チャン・ウォン」と衝突し沈没。その後、サルベージされ広島県で解体。

- みやさき - 元・フジフェリー「いせ丸」
  - 総トン数7050.42t
  - 全長140.85m、型幅22.40m
  - 航海速力 - 21.5ノット
  - 1973年（昭和48年）7月9日竣工
  - 建造 - 林兼造船下関造船所

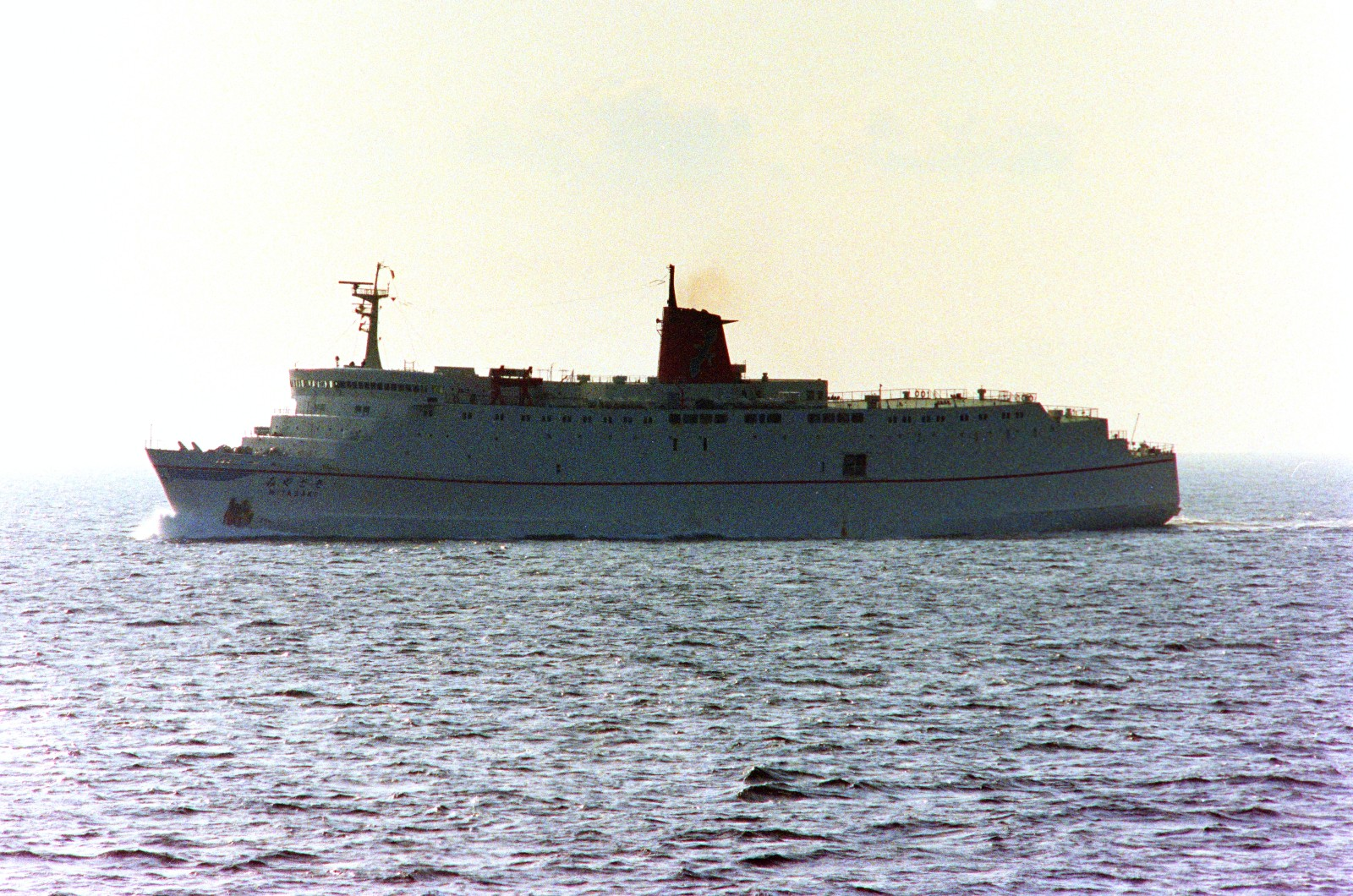
みやさき

  - 最大縦距 550m   最大横距683m  最短停止距離　580m（所要時間1分50秒）   停止惰力　　714m（所要時間2分00秒）
  - 旅客定員670名、車両積載数-8トントラック90台、乗用車80台
  - 1996年（平成8年）、神戸航路の減便とみやざきエキスプレスの就航により、えびのとともに引退。
- ふたば -  広別汽船「鶴見」
  - 総トン数 - 1,933t
  - 全長82.5m
  - 旅客定員610名。
  - 1975年、広島 - 日向航路に就航。1976年7月7日、パナマ船籍貨物船「グレート・ビクトリー」と衝突し沈没。
- さるびあ - 元・神紀フェリー「紀州」
  - 1972年竣工。全長86.4m、型幅15.0m、型深5.4m。
  - 旅客定員606名。波止浜造船建造。
  - 1976年「ふたば」の代船として就航。
- おおすみ
  - 総トン数 - 9,237t
  - 全長159.6m、型幅21.5m
  - 航海速力 - 23.3ノット
  - 1980年竣工。
  - 建造 - 幸陽船渠（現・今治造船　広島工場）
  - 旅客定員733名、車両積載数 - 8トントラック110台・乗用車67台。
  - 大阪 - 志布志航路に就航、1982年に神戸 - 日向航路に転配。1986年韓国へ売却。

- パシフィック エキスプレス
  - 総トン数 - 11,582t
  - 全長170.0m、全幅25.0m

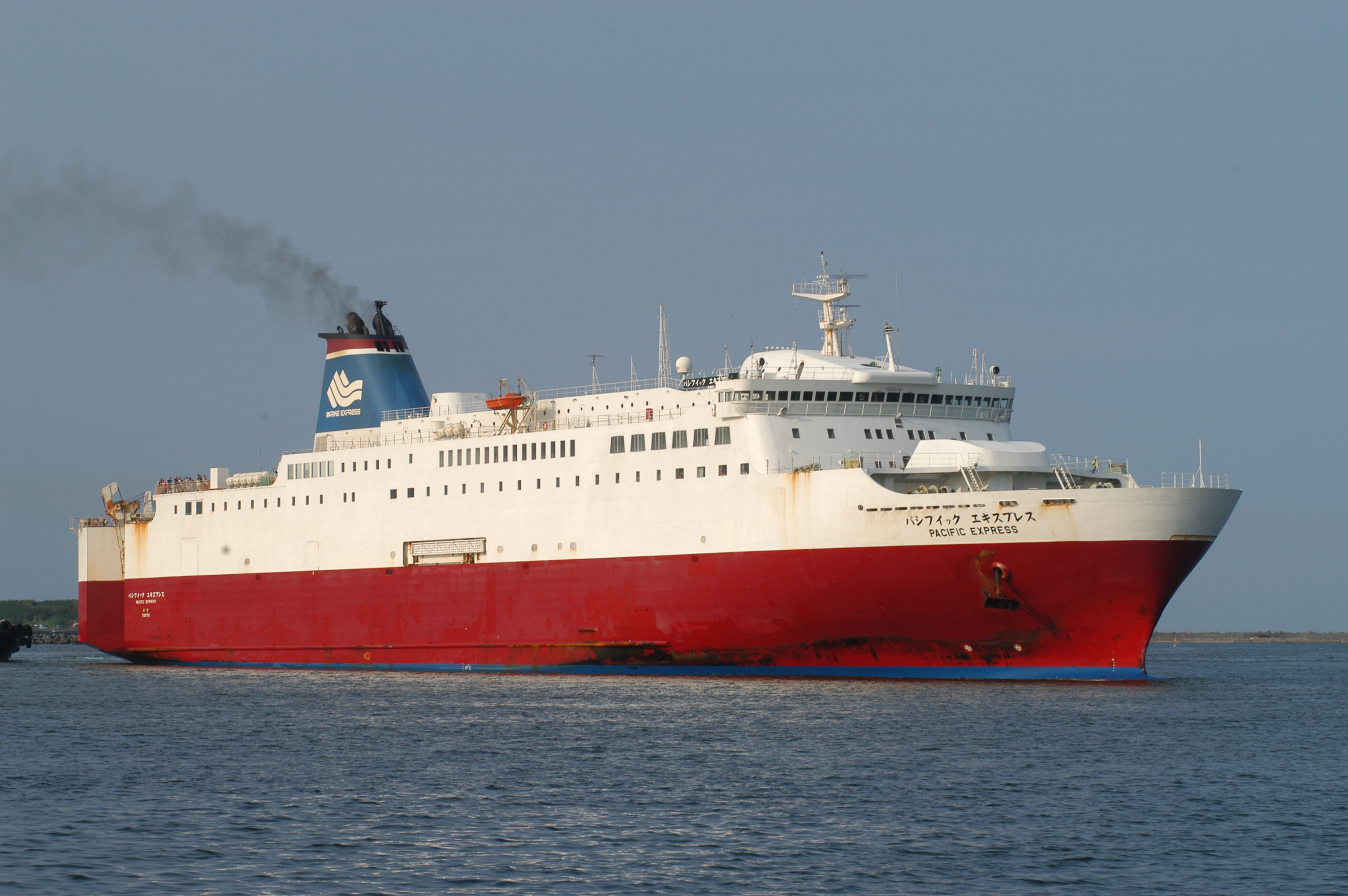
パシフィック エキスプレス

  - 航行速力 - 26.2ノット、最高速力 - 27.7ノット[23]
  - 就航 - 1992年11月20日[23]
  - 建造 - 三菱重工業下関建造所
  - 旅客定員660人[23]、車両積載数 - トラック141台[23]、乗用車90台
  - 2005年、韓国へ売却。

短距離航路
- あさあけ
  - 1965年就航。492総トン、全長38.0m、型幅16.0m、型深4.1m、出力650馬力、航海速力13ノット、最大速力14.1ノット。
  - 旅客定員400名、車両積載数-乗用車50台。日本鋼管浅野造船所建造、川崎 - 木更津航路に就航。
  - 1981年～インドネシアで現役 / GILIMANUK
- あかつき
  - 1965年就航。492総トン、全長38.0m、型幅16.0m、型深4.1m、出力650馬力、航海速力13ノット、最大速力14.1ノット。
  - 旅客定員528名、車両積載数-乗用車50台。日本鋼管浅野造船所建造、川崎 - 木更津航路に就航。
- あさなぎ
  - 1965年就航。492総トン、全長38.0m、型幅16.0m、型深4.1m、出力650馬力、航海速力13ノット、最大速力14.1ノット。
  - 旅客定員528名、車両積載数-乗用車50台。日本鋼管浅野造船所建造、川崎 - 木更津航路に就航。
- ありあけ
  - 1966年就航。498総トン、全長38.0m、型幅16.0m、型深4.1m、出力650馬力、航海速力13ノット、最大速力14.1ノット。
  - 旅客定員530名、車両積載数-乗用車50台。日本鋼管清水造船所建造。東京湾航路に就航。
  - 同型船-あさなぎ
- あさかぜ
  - 1967年就航。578総トン、日本鋼管浅野造船所建造。東京湾航路に就航。
  - 1990年～インドネシアで現役 / EDHA
- あおぞら
  - 1968年就航。565総トン[33]、日本鋼管浅野造船所建造。東京湾航路に就航。
  - 1992年～インドネシア / PRATHITA
  - 1992年～インドネシアで現役 / PRATHITA IV
- あけぼの
  - 1968年就航。564総トン、日本鋼管浅野造船所建造。東京湾航路に就航。
  - 1991年～インドネシアで現役 / Reny-II
- あさしお
  - 1970年就航。565総トン[33]、全長38.0m、型幅16.0m、型深4.1m、出力650馬力、航海速力13ノット、最大速力14ノット。
  - 旅客定員530名、車両積載数-乗用車50台。東北造船建造、東京湾航路に就航。1992年引退[34]。
- あさぐも
  - 1971年就航。605総トン[33]、日本鋼管浅野造船所建造。東京湾航路に就航。
  - 1994年～フィリピンで現役 / STARLITE FERRY
- オアシス[35][36]
  - 1990年竣工。697総トン、全長45.0m、全幅16.0m、型深5.10m、出力2,400馬力、航海速力13.65ノット、最大速力15.2ノット。
  - 旅客定員600名、車両積載数-トラック14台、乗用車8台。日本鋼管鶴見製作所建造。東京湾航路に就航。
  - 1997年航路廃止後、海外売船。
  - 1999年～インドネシアで現役 / MARINA PRIMERA
- レインボー[36]
  - 1990年竣工。全長45.0m、全幅16.0m、型深5.10m、出力2,400馬力、航海速力13.65ノット、最大速力15.2ノット。
  - 旅客定員600名、車両積載数-トラック14台、乗用車8台。日本鋼管鶴見製作所建造。東京湾航路に就航。
  - 1997年航路廃止後、海外売船。
  - 1999年～インドネシアで現役 / MARINA SEGUNDA
- オーロラ
  - 1992年竣工。 655総トン、定員600名、出力2,400馬力、速力15.25ノット[34]。
  - 東京湾航路に就航[34]。1997年航路廃止後、海外売船。
  - 1998年～韓国 / CHANGJUN NO.1
  - 2013年～インドネシアで現役 / MARINE TERTIERA
- オリオン
  - 1992年竣工[34]。東京湾航路に就航、1997年航路廃止後、海外売船。
  - 1998年～韓国 / CHANGJUN NO.2
  - 2013年～インドネシアで現役 / MARINA QUINTA

## 登場する作品
日本カー・フェリー時代
- 俺たちの交響楽（1979年公開の日本映画。朝間義隆第1回監督作品。武田鉄矢映画初主演作）
  - エゴラド合唱団の団員たちが合宿に向かうため東京湾航路「あさぐも」に乗船。団員たちは船上で歌う。

- 仮面ライダー（毎日放送・東映制作）
  - 第40話「死斗！ 怪人スノーマン対二人のライダー」
  - 川崎・日向（宮崎）航路就航の「ぶーげんびりあ」と僚船の「せんとぽーりあ」の外観と内部がロケで使用されている。主人公の一文字隼人（ライダー2号。船員に変装）と死神博士（貴賓室に乗船）、怪人スノーマンほか一行は、せんとぽーりあに乗船して、川崎から日向経由（所要25時間）で鹿児島に移動する設定になっている。
- 西部警察 PART-III（テレビ朝日・石原プロモーションで制作されていた刑事ドラマ）
  - 第17話「吠えろ！！ 桜島-鹿児島篇-」・第18話「パニック・博多どんたく-福岡篇-」の撮影が川崎-日向航路「高千穂丸」で行われ、同番組のロケ車両も輸送された。
- 男女7人秋物語（TBS・テレパック制作）
  - 明石家さんまが演じる主人公・今井良介が、当社のカーフェリーで木更津から川崎まで通勤する設定だった。
- ゴリラ・警視庁捜査第8班（1989年から1990年にかけてテレビ朝日・石原プロモーションで制作されていた刑事ドラマ）
  - 第10話「博多大追撃」、第13話「潜行大作戦」の九州博多ロケにおいて、川崎－日向（宮崎）航路の高千穂丸船内などで撮影が行われ、同番組のロケ車両も輸送された。

マリンエキスプレス時代
- 仮面ライダー龍騎（2002年から2003年にかけてテレビ朝日・東映で制作）
  - 第31話「少女と王蛇」の撮影が川崎 - 宮崎航路に就航していた「フェニックスエキスプレス」で行われている。